# PlayStation Portable
PSP (PlayStation Portable) er en håndholdt spillekonsol udgivet af Sony Computer Entertainment Europe (SCEE). Sonys første håndholdte konsol (PocketStation) blev kun udgivet i Japan, mens PSP udgives over hele verden.

## Egenskaber
PSP kan blandt andet afspille videospil, vise film, afspille musik og fremvise billeder. Desuden er det muligt med en nyere firmware at surfe på internettet med den indbyggede webbrowser. I firmware 3.0 kan man bruge Playstation portable sammen med Playstation 3 som controller eller som bakspejl i racerspil. En anden ny ting i PSP'ens firmware er at den kan afspille SWF-flash. Det kan være sider som er lavet med flash indhold. Men der er også nogle der er begyndt at lave spil til at lægge på PSP'ens hukommelseskort og som så bliver kørt fra internetbrowseren på den. Desuden er der masser af homebrews til den, det vil sige hjemmebryggede programmer lavet af diverse kodere. Det kan være simple programmer, som f.eks. det første Pong-spil til 3D programmer. Uheldigvis har de nyeste firmwares betydet at man ikke kan bruge de hjemmebyggede programmer, hvilket også er spoleret med de nye 'Downgrades'. Der er senere kommet flere firmwares.
Til PSP har Sony udviklet et nyt medie, UMD (Universal Media Disc), hvorpå der udgives spil, musik og film. UMD er et optisk medie hvorpå der kan lagres 1.8 gigabyte data. Den ligner en mini-CD, med en diameter på 57 mm, monteret i en plastik-kassette, typisk hvid, med et klart låg.
PSP Serien er udegået af produktion. Den sidste model (PSP Street) udgik i 2014. PSP's PlayStation Netværk til PSP udgik December 2014 i Japan.

## Versioner
Der er lavet 6 forskellige slags PSP'er. Den første som bare kaldes PSP (PSP-1000), den næste PSP Slim and Lite (2000-serien), derefter en PSP-3000 som blev lavet til at forebygge custom firmwares, Der var også Sony's PSP Go, Efter Psp Go Så kom der PSP-E1000/Psp Street Som kun var i Europa. Det nyeste skud på stammen hedder PS Vita.
Forskellen fra PSP Go og de andre PSP'er er, at PSP Go har et slide-agtigt tastatur, der skjuler analog pinden og knapperne. Dette gør den nye PSP Go mere transportvenlig. Sony har desuden også fjernet UMD-drevet i den for at gøre den endnu mindre. Dette betyder at man skal logge ind på playstation store, og købe spillene online, hvorefter man så kan downloade spillene ned til sit memorystick. Forskellen På Psp Street og de andre PSP'er er, at Psp Street fik UMD-Drevet tilbage selvom de fjernet den fra Psp go, Batteriet var også nu indbygget så folk ikke kunne installer PSP ISOs Og Flash Custom Firmware på den fordi nogen CFW (Custom Firmware) Havde brug for noget der Heder et Pandora Batteri, Psp Street Mistede internet fordi det skulle være en billig version af psp for cirka. 700 kr i Danmark, Så alle de Psp Spil du har købt fra Playstation Store Var ubruglige. Men Psp street fik UMD-Drevet tilbage så det var Psp Go eller Psp Street,